# 二浦村
二浦村（ふたうらむら）は熊本県の天草諸島、天草下島に存在していた村。

## 歴史
- 1948年（昭和23年）4月1日 - 早浦村と亀浦村が合併し二浦村が発足。
- 1954年（昭和29年）7月1日 - 二浦村が久玉村・深海村・牛深町・魚貫村と合併して牛深市が発足。